# Pojazdy Szynowe Pesa Bydgoszcz

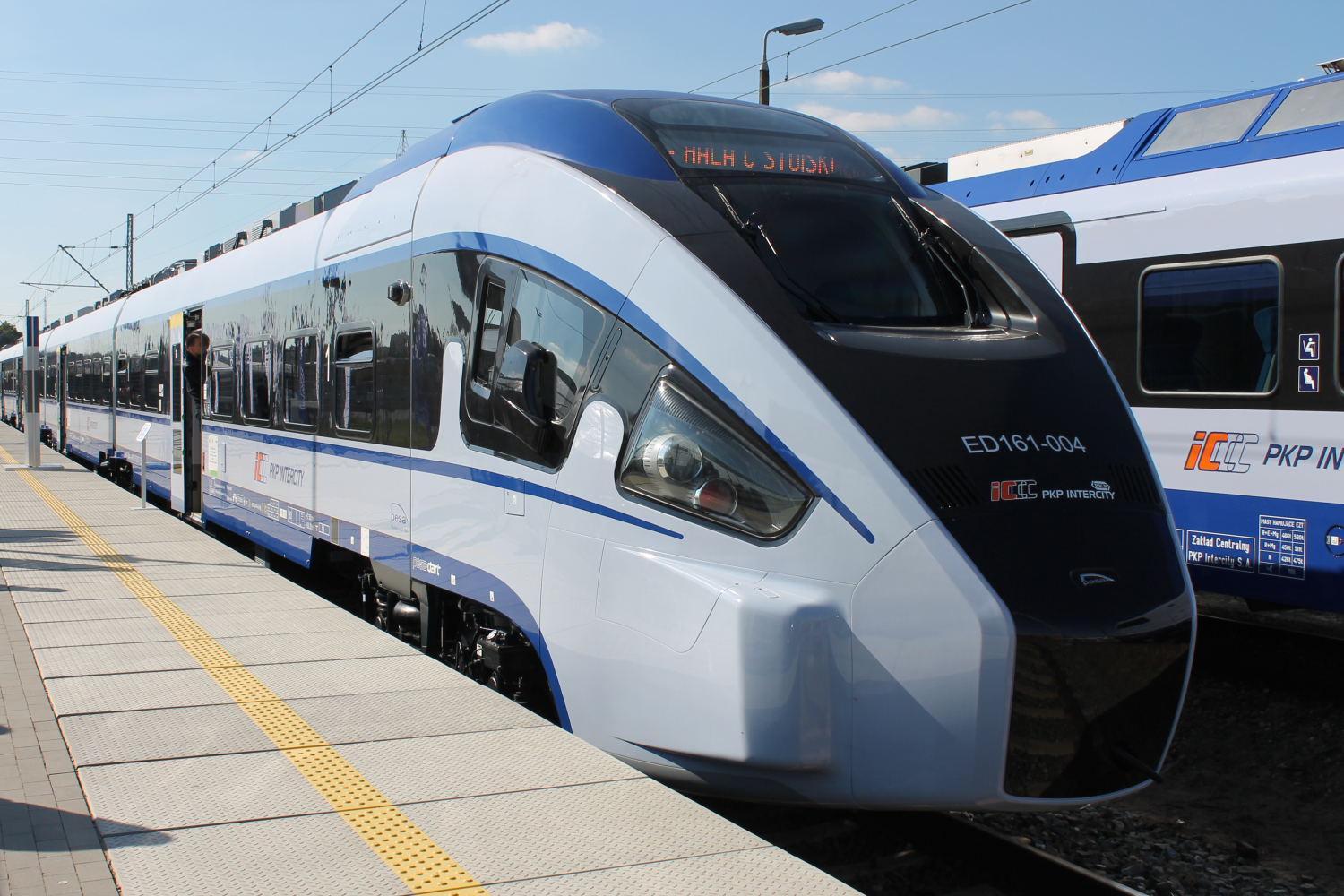
Pesa Dart della PKP Intercity

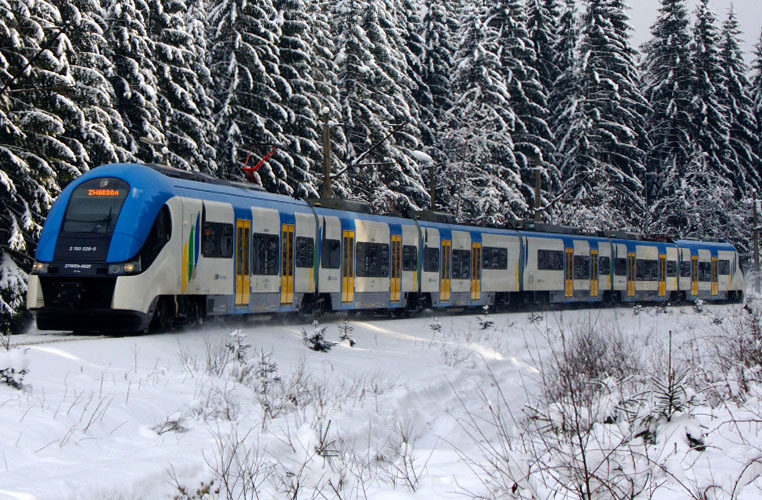
Pesa Elf della Koleje Śląskie

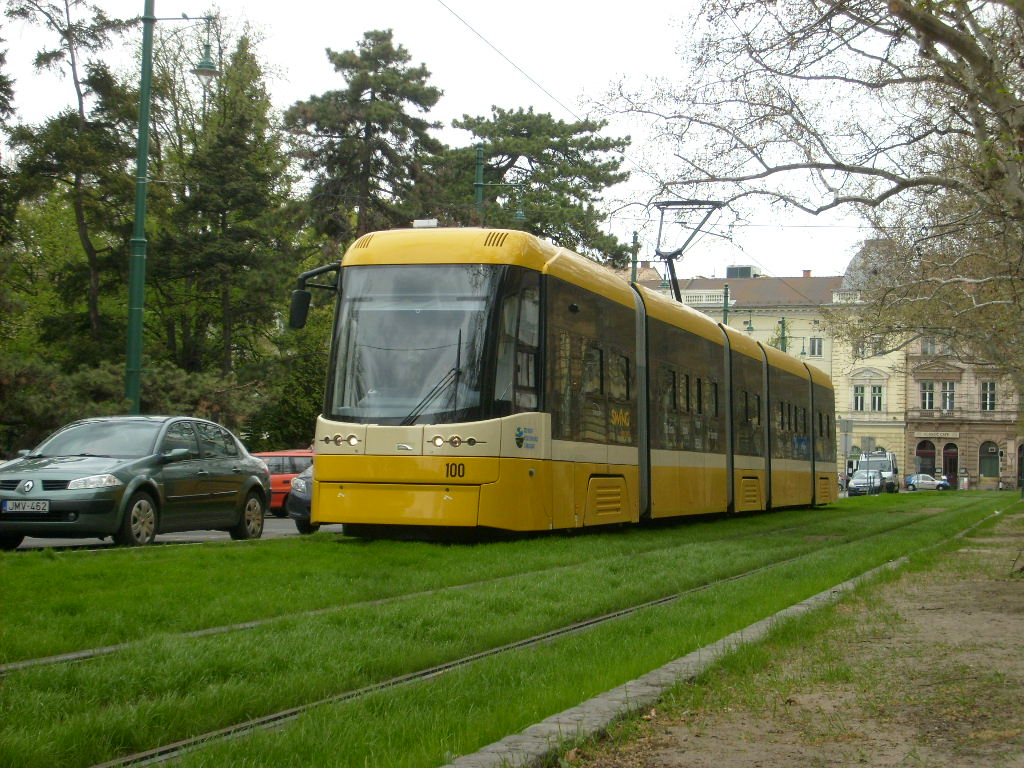
Pesa Swing a Seghedino, Ungheria

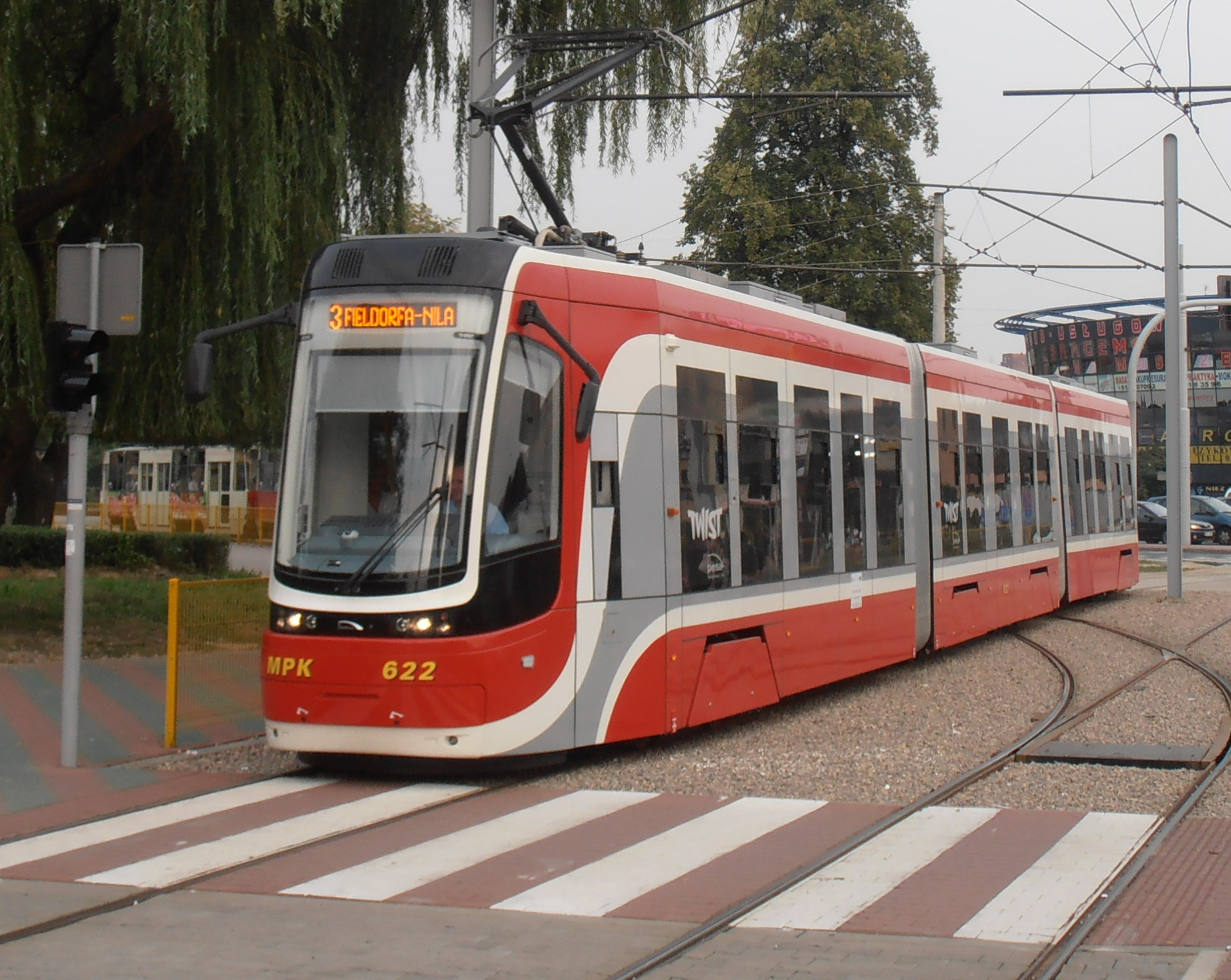
Pesa Twist a Częstochowa, Polonia

Pesa SA (Pojazdy Szynowe Pesa Bydgoszcz) è un'azienda di veicoli ferrotranviari basata a Bydgoszcz, Polonia. Il nome ‘Pesa’ deriva da PS che sta per Pojazdy Szynowe, veicolo ferroviario in lingua polacca. Pesa nasce dalla Bydgoszcz della PKP Polskie Koleje Państwowe, ferrovie polacche. Dagli anni '50 al 1998 l'officina di riparazione si chiamò ZNTK Bydgoszcz, Zakłady Naprawcze Taboru Kolejowego.
Per molti anni dalla sua fondazione riparò locomotive a vapore e carrozze. Dopo il collasso del regime comunista in Polonia la ZNTK Bydgoszcz venne resa indipendente nel 1991. Nel 2001 la società divenne Pojazdy Szynowe Pesa Spółka Akcyjna Holding e le attività concentrate sulla progettazione e costruzione di mezzi adi trasporto.
La scelta fu vincente con la nascita di prodotti come la metrotranvia (LRV) di Varsavia, Danzica e altre città in Polonia, Ungheria, Germania e Kazakistan; e di elettrotreni e diesel (EMU e DMU) in Polonia, Italia, Kazakistan e Germania.
Pesa segnò un contratto il 29 maggio 2009 di 1,5 mld. di złoty (460 mln. di dollari US) per 186 tram per Varsavia, e il 12 settembre 2012 Pesa siglò un contratto con Deutsche Bahn, per 470 Diesel multiple unit (DMU), per 1,2 mld. di Euro.
In soli 12 anni dal cambio di strategia aziendale e in soli 6 anni dal primo prodotto esportato, Pesa è diventato il numero uno in Polonia nel settore ferrotranviario.

## Storia

### Era prussiana
Prima che la Polonia nel primo dopoguerra 1918 ritornasse autonoma la città di Bydgoszcz si chiamava Bromberg città della Prussia. La Bydgoszcz fu fondata nel 1851 come officina di riparazione della Ostbahn (Reparaturbetrieb der östlichen Eisenbahn).

### Periodo interbellico 1918–39
Prima del 1918, il territorio polacco fu diviso tra Austria, Prussia e Russia. Dopo la prima guerra mondiale (1914–18) diventò indipendente.
Dopo il 1920 la officina di Bydgoszcz divenne la prima officina per la PKP di Danzica, dopo l'ottobre 1933 sotto il controllo della Regional Directorate di Toruń. La Bydgoszcz fu la seconda più grande dopo la ZNTK Poznań.
Negli anni 20 l'officina subì il colpo del trasferimento dei lavoratori tedeschi verso la patria Germania (1.500) e vennero rimpiazzati da polacchi e migranti dalla Vestfalia e Renania.
All'epoca la direzione della Bydgoszcz fu di F. Hoffman. Il successore fu Osiński (1923–26), R. Szmidt (1926–37) e Jan Rupiński (1937–39).

### Occupazione nazista 1939–45
La campagna di Polonia del settembre 1939 non fece danni gravi alla Bydgoszcz. Dopo la occupazione della Polonia la società divenne Reichsbahnausbesserungswerk Bromberg. Durante la liberazione l'azienda non subì gravi danni.

### Dopoguerra 1945–89
Dopo la guerra l'officina ritornò in mano ai polacchi e sotto al guida di Jan Rupiński.
Dagli anni'50 il regime comunista trasformò la società verso l'economia pianificata.
Al 1970 la società operò su 14.701 locomotive a vapore e 272.494 carrozze. L'ultima locomotiva venne rilasciata il 18 ottobre 1985. Un totale di 20.297 locomotive vennero riadattate. La prima DMU nel 1977. La prima EMU nel 1990.
Sotto la Repubblica Popolare di Polonia (1952–89) l'azienda era una delle più grandi di Bydgoszcz. Il 28 novembre 1981, la bandiera di Solidarność fu issata nello stabilimento. Lech Wałęsa visitò l'azienda nel 1981. Dopo che Wojciech Jaruzelski impose la legge marziale in Polonia il 13 dicembre 1981, l'organizzazione fu arrestata dalla Milicja Obywatelska e tutto confiscato.
Nel 1982 la Bydgoszcz con la ZNTK, Zaklady Naprawcze Taboru Kolejowego, venne incorporata nella Polskie Koleje Państwowe.

### Dopo il 1990
Dopo la caduta del comunismo nel 1989, la Bydgoszcz cambia organizzazione. Il 24 luglio 1991, ZNTK Bydgoszcz viene scorporata dalla Polskie Koleje Państwowe e diventa indipendente, costruendo per primo i tram per la Warszawska Kolej Dojazdowa.
Il 2 novembre 1995 diventa società per azioni.

### Dopo il 2001
Il 17 agosto 2001, gli azionisti adottano il nuovo nome Pojazdy Szynowe Pesa Bydgoszcz Spółka Akcyjna Holding. La ragione di questo cambiamento sta nel fatto che i prodotti sono nuove realizzazioni e secondaria l'attività di modernizzazione di vecchi prodotti.
Nel 2001 the company was active in its cooperation with the General Directorate of Ukrainian Railways and with Lithuanian Railways. A firm was established in Vilnius, with the Bydsgoszcz firm as majority owner, for the purpose of carrying out overhauls of locomotives for the Lithuanian Railways.
Nel 2001 Pesa in Polonia costruisce il primo autobus su rotaia. Il mezzo vince un premio al International Railways Fair. Nel 2004–05 Pesa costruisce autobus su rotaia per l'Ucraina.
Nel 2003 Pesa vince un premio al Trako Railway Fair a Gdansk per cuccette tipo Euronight.
Dal 2004 in poi Pesa consegna Diesel Multiple Unit (DMU) e Electric Multiple Unit (EMU) alla Polskie Koleje Państwowe e ad altri operatori regionali.
Dal 2005 i prodotti si estendono a low-floor tram per Elbląg in Polonia. Nel 2006 Pesa sigla un contratto per 15 tram per Varsavia, per Łódź, Danzica, Bydgoszcz, Stettino e Częstochowa.
Nel 2006 Pesa vince un bando per le Ferrovie del Sud Est in Italia per 13 DMU. Ferrovie del Sud Est fa un'opzione per altri dieci esemplari e successivamente altri 4, arrivando a 27 treni totali, consegnati tra il 2008 e il 2011.
Il 29 maggio 2009, Pesa sigla un contratto di 186 macchine 120Na low-floor tram per Varsavia.
Il 16 marzo 2010 Pesa sigla un contratto per 13 EMU per Varsavia. Il 26 marzo successivo altri 14 EMU per la stessa città.
Nel 2011 Pesa riceve un ordine per la České dráhy con 31 DMU regionali.
Nel 2012 Pesa annuncia l'intenzione di costruire linee tram a Pavlodar, Kazakistan.
Nel 2012, Deutsche Bahn sigla un contratto per 470 DMU regionali. I treni hanno componentistica tedesca, con motori MTU Friedrichshafen e freni Knorr-Bremse.
Nel 2013 Pesa annuncia il nuovo EMU Pesa Dart per PKP Intercity. Il Pesa Dart ha velocità massima di 160 km/h (99 mph), ma raggiungibile fino a 200 km/h (124 mph) e fino a 250 km/h (155 mph). Nel 2014 Pesa vince un contratto per 20 Pesa Dart PKP Intercity.
Nel 2014 sigla un contratto con la Rete tranviaria di Varsavia per 30 134N Jazz low-floor LRV.

## Proprietà
Pesa è una società per azioni di cui il 92% è detenuta da otto maggiori azionisti, tra i quali Tomasz Zaboklicki. 
Pesa SA è la holding di:
- dal 2008, 60% della ZNTK Mińsk Mazowiecki, Zakłady Naprawcze Taboru Kolejowego, di Mińsk Mazowiecki.[16] Con 800 dipendenti vicino a Varsavia.
- Zakład Mechaniczny SKRAW-MECH Spółka z o.o a Bydgoszcz, taglio laser
- Zakład Produkcyjno - Remontowy "REM-SUW" Sp. z o.o. a Bydgoszcz
- Zakład Produkcyjno-Usługowy EKO-PARTNER Sp. z o.o.

## Dipendenti
Dalla fondazione nel 1851 l'officina fu una delle più grandi a Bydgoszcz. Negli anni '80 del secolo il numero dei dipendenti della Ostbahn fu quattro volte il totale di tutte le altre aziende della città. Dal 1890 il sito polacco superò quelli di Berlino e Königsberg per numero di dipendenti, 1/4 occupati per la riparazione di locomotive, 1/3 per tender e 1/5 per riparare carrozze. All'epoca gli occupati furono oltre 1.500, e riparavano 80 locomotive al giorno.
Per anno:
| Anno | Numero occupati | Numero occupati |        |
| Anno | Pesa            | ZNTK MM         |        |
| ---- | --------------- | --------------- | ------ |
| 1875 | 544             | non nel gruppo  | [ 17 ] |
| 1889 | 1000            | non nel gruppo  | [ 17 ] |
| 1906 | 1500            | non nel gruppo  | [ 17 ] |
| 1934 | 1420            | non nel gruppo  | [ 17 ] |
| 1938 | 1520            | non nel gruppo  | [ 17 ] |
| 1945 | 3175            | non nel gruppo  | [ 17 ] |
| 1955 | 5229            | non nel gruppo  | [ 17 ] |
| 1970 | 4845            | non nel gruppo  | [ 17 ] |
| 1985 | 3227            | non nel gruppo  | [ 17 ] |
| 2001 | 1540            | non nel gruppo  |        |
| 2006 | 1659            | non nel gruppo  |        |
| 2007 | 2113            | non nel gruppo  |        |
| 2008 | 2600            | 800             |        |
| 2012 | 3700            | 3700            |        |

## Veicoli prodotti da Pesa
Dopo il 2008 nel gruppo entra a far parte la ZNTK "Mińsk Mazowiecki"
| Produzione propria | Produzione propria                     | Produzione propria                     | Produzione propria                     | Produzione propria                     | Produzione propria                     | Produzione propria                     | Produzione propria                     | Produzione propria                     | Produzione propria                     | Produzione propria                     |
| Propulsione autonoma diesel passeggeri | Propulsione autonoma diesel passeggeri | Propulsione autonoma diesel passeggeri | Propulsione autonoma diesel passeggeri | Propulsione autonoma diesel passeggeri | Propulsione autonoma diesel passeggeri | Propulsione autonoma diesel passeggeri | Propulsione autonoma diesel passeggeri | Propulsione autonoma diesel passeggeri | Propulsione autonoma diesel passeggeri | Propulsione autonoma diesel passeggeri |
| --- | -------------------------------------- | -------------------------------------- | -------------------------------------- | -------------------------------------- | -------------------------------------- | -------------------------------------- | -------------------------------------- | -------------------------------------- | -------------------------------------- | -------------------------------------- |
| 214M Partner | 218M                                   | 219M Atribo                            | 223M Link                              | 610M                                   | 611M                                   | 620M                                   | 630M                                   | Total                                  |                                        |                                        |
| 48+ | 61+                                    | 63                                     | 4+                                     | 1                                      | 0+                                     | 25+                                    | 3+                                     | 205+                                   |                                        |                                        |
| Propulsione autonoma elettrica passeggeri |                                        |                                        |                                        |                                        |                                        |                                        |                                        |                                        |                                        |                                        |
| 308B | 13WE Mazovia                           | 15WE Acatus                            | 16WEk Bydgostia                        | 21WE Elf                               | 22WE Elf                               | 27WE Elf                               | 32WE Acatus II                         | 33WE                                   | 34WE Elf                               | Total                                  |
| 8 | 1                                      | 1                                      | 14                                     | 0+                                     | 25+                                    | 13+                                    | 5                                      | 14                                     | 4                                      | 85+                                    |
| Locomotive |                                        |                                        |                                        |                                        |                                        |                                        |                                        |                                        |                                        |                                        |
| 111E Gama | Total                                  |                                        |                                        |                                        |                                        |                                        |                                        |                                        |                                        |                                        |
| 1 |                                        |                                        |                                        |                                        |                                        |                                        |                                        |                                        |                                        |                                        |
| Rimorchi |                                        |                                        |                                        |                                        |                                        |                                        |                                        |                                        |                                        |                                        |
| 401M | other passenger                        | other passenger                        | carrozze*:                             | carrozze*:                             | 443V                                   | 443Va                                  | 430S                                   | 430Sa                                  | Total                                  |                                        |
| 5 | >350                                   | >350                                   | carrozze*:                             | carrozze*:                             | 525                                    | 370                                    | 526                                    | 140                                    | >1916                                  |                                        |
| tram |                                        |                                        |                                        |                                        |                                        |                                        |                                        |                                        |                                        |                                        |
| 120N Tramicus | 121N Tramicus                          | 122N Tramicus                          | 120Na Swing                            | 120Nb Swing                            | 122Na Swing                            | 129Nb Twist                            | 2012N Twist-Step                       | 134N Jazz                              | Total                                  |                                        |
| 15 | 6                                      | 12                                     | 173+                                   | 9                                      | 0+                                     | 5+                                     | 30                                     | 30                                     | 280+                                   |                                        |
| Modernizzazioni |                                        |                                        |                                        |                                        |                                        |                                        |                                        |                                        |                                        |                                        |
| 805Nm | EN57                                   | EN71                                   | ED72                                   | SM42                                   | ST44                                   | ST45                                   | ST46                                   | passeggeri cars                        | passeggeri cars                        | Total                                  |
| 2 | ?+                                     | 5                                      | 2+                                     | 4+                                     | ?                                      | 13+                                    | 1+                                     | >400                                   | >400                                   |                                        |
| + – aggiunti già prodotti / aggiunti modernizzati già eseguiti, > – dati non precisi, "altri passeggeri” include solo carrozze per operatori ucraini * – per il periodo 1998–2009 ? – dati mancanti |                                        |                                        |                                        |                                        |                                        |                                        |                                        |                                        |                                        |                                        |